# Čonoplja

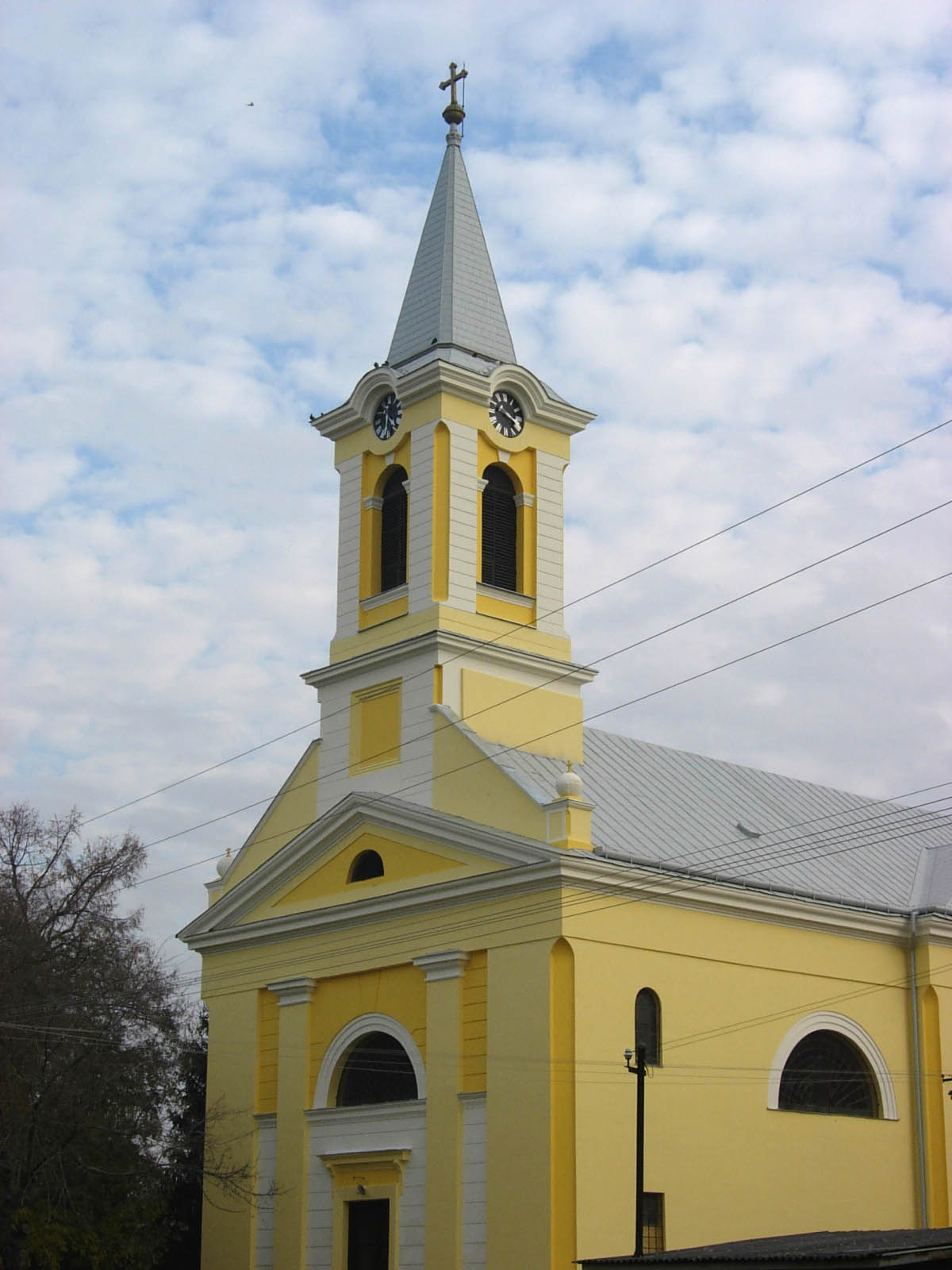
L'église catholique de Tous-les-Saints à Čonoplja

Čonoplja (en serbe cyrillique : Чонопља) est une localité de Serbie située dans la province autonome de Voïvodine et sur le territoire de la ville de Sombor, district de Bačka occidentale. Au recensement de 2011, elle comptait 3 393 habitants.
Čonoplja est officiellement classée parmi les villages de Serbie.

## Démographie

### Évolution historique de la population
| 1948  | 1953  | 1961  | 1971  | 1981  | 1991  | 2002  | 2011  |
| ----- | ----- | ----- | ----- | ----- | ----- | ----- | ----- |
| 5 733 | 5 633 | 5 546 | 5 109 | 4 749 | 4 432 | 4 359 | 3 393 |

|  |

## Personnalités
- Miloš Kosanovic, joueur de football